# Sibylle (Le Dominiquin)
Pour les articles homonymes, voir Sibylle (homonymie).
Sibylle est un tableau réalisé par le peintre italien Le Dominiquin en 1617. Cette huile sur toile de format vertical représente la sibylle de Cumes à la manière d'un portrait à mi-corps. La jeune femme y figure une partition musicale en main à côté d'une viole de gambe, et devant du laurier et une vigne. Achetée par Scipione Caffarelli-Borghese à l'artiste en même temps que La Chasse de Diane, l'œuvre est conservée à la Galerie Borghèse, à Rome. Un tableau similaire daté de 1622 se trouve dans les collections des musées du Capitole.

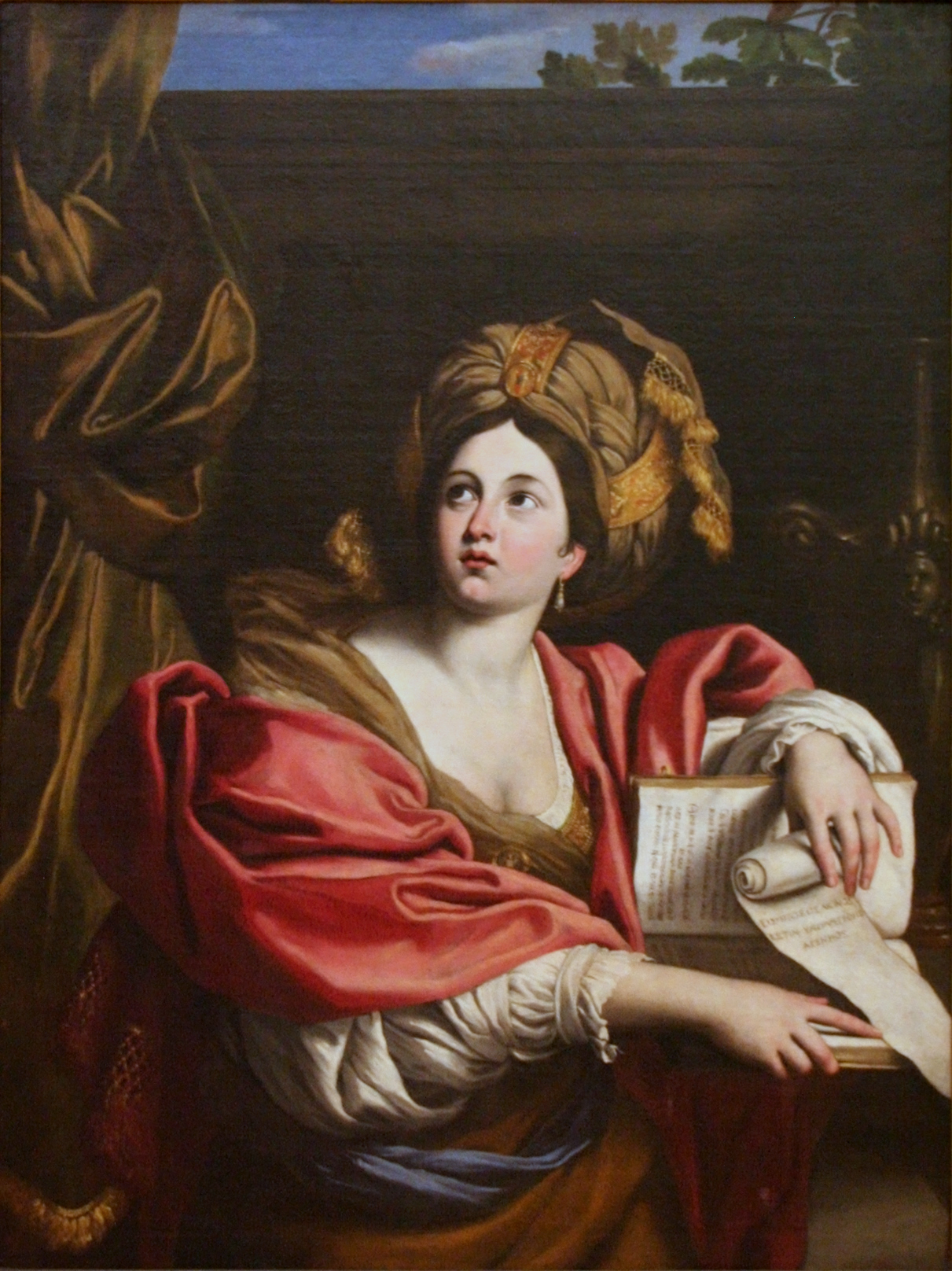
Sibylle de Cumes, 1622 – Musées du Capitole, Rome.